# 蛸薬師
蛸薬師（たこやくし）は、日本における伝承信仰。京都や東京の蛸薬師が知られているが、伝承自体は愛媛県、千葉県、神奈川県、福井県、兵庫県、大阪府、岩手県、埼玉県、栃木県、静岡県、山形県など全国各地に存在する。その由来は地方によって様々であるが、身の危険を感じると墨を吐く習性のある蛸は暗闇でも見える目を持つ生き物とされ、これにあやかって眼病を治すと言われたり、吸盤によって吹き出物や疣を取り払う効能があるとされたりする。

## 京都の蛸薬師

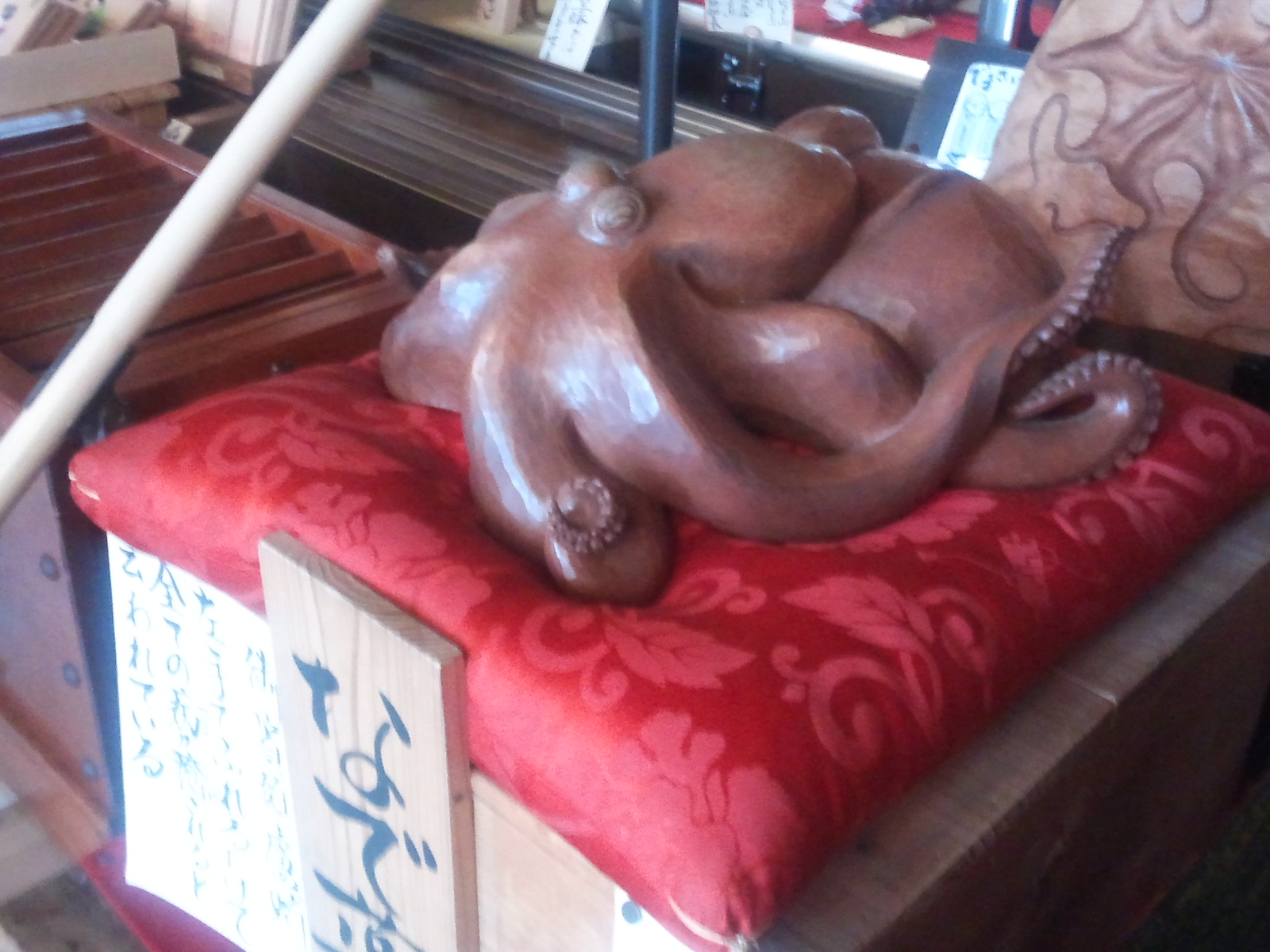
京都新京極の永福寺にある「なで蛸」

京都の蛸薬師は永福寺（蛸薬師堂）の本尊とされ、奉納される小絵馬には蛸と着物姿の女性が描かれている。本来の永福寺本尊は伝教大師が製作した薬師如来で、当初寺が池の側にあった（御池通）ことから水上（みなかみ）薬師ないし澤（たく）薬師と呼ばれていた。時代を経る毎にこれが誤って蛸（たこ）薬師と伝えられるようになり、江戸時代の『都名所図会』には既に「蛸薬師は永福寺と号し、円福寺境内にあり」と紹介されていた。その後円福寺は天明8年（1788年）、元治元年（1864年）禁門の変の大火で類焼し、1883年（明治16年）に三河国岩津村へと移された。この際、岩津村にあった妙心寺が京都へ移され、現在の永福寺となっているが、本尊は変わらず蛸薬師のままになったという。
由来書には、「母病をえて蛸を求めて止まない為、魚市で蛸を買って帰宅して籠を開けてみると、蛸はなくなり薬師経一巻が入っていた」とある。息子の僧がそれを薬師如来として祀り、それゆえに婦人病に霊験あらたかだと伝わる。
江戸時代に刊行された菊岡沾凉の『本朝俗諺志』（1746年）には蛸薬師の効能として、蛸の絵馬を書き、物絶をして祈ると疣や痣に効く不思議な効験があると紹介されている。また『本朝俗諺志』には、蛸屋という売人の上に毎夜光るものがあり、金などが埋まっているのではないかと調べてみると碓の石に薬師像があり、やがて信仰されるようになったとある。その他、井上頼寿の『京都民俗志』では民家に蛸地蔵尊が祀られていたという話を紹介しており、蛸薬師信仰が民間レベルで浸透していたと考えられている。

## 東京の蛸薬師

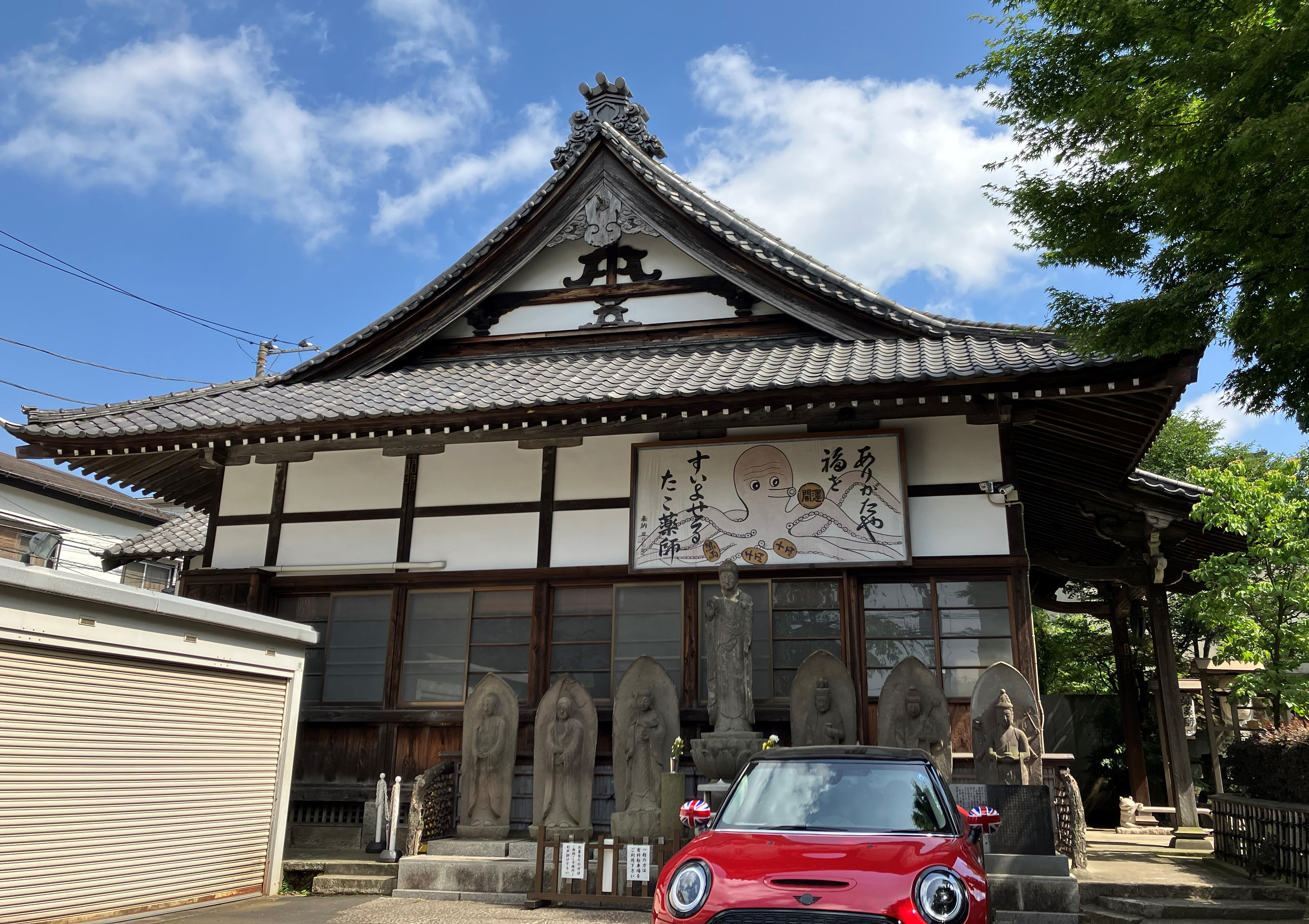
目黒の成就院にあるたこ薬師の看板。

東京目黒区の蛸薬師は成就院の本尊とされ、慈覚大師（円仁）が自身の眼病平癒のために作ったものに由来すると伝えられている。慈覚大師が唐から帰朝の折に暴風雨に遭い、その際に先の像を海に投じて祈ったところ、無事帰り着くことが叶ったという。その後諸国巡礼の際に肥前松浦で投じた薬師像が蛸に乗って顕現し、小像は慈覚大師の手元に戻ることとなった。目黒で疫病が流行した際に、この小僧を胎内仏として製作した薬師如来が現在の成就院蛸薬師となっている。成就院蛸薬師の効能について、井上喜平治『蛸の国』では蛸を断食して祈ることで吹き出物・疣が治癒すると紹介されている。眼病にも霊験があるとされ、タコの眼がギョロリとしていることに肖ってのことだとされる。こうした話は松平定信の『花月草紙』にも紹介されており、民間伝承として広く信仰されていたことが窺える。
『想山著聞集』（1850年）には、目黒の蛸薬師にまつわる話がある。四谷一丁目に住む大工が夥しい疣に苦しみ、周囲の勧めからタコを断って目黒の薬師寺に祈願したところ、治癒した。その後寄合でタコを食べる機会があり、その大工もタコを食べようとしたところ、友人にこの間タコを一生断つと誓って願懸けしたではないかと諫められた。しかし大工はタコを食べずにいては不自由なので、タコではなくクモを断ったのだと言い、同じく脚が8本のクモと取り替えた。その場に居合わせた者はご利益を忘れただけでなく無法の荒言を吐いたと呆れかえった。結局大工には再び元のような疣ができたが、それゆえ誰も大工を気の毒がらず、薬師の罰を恐れて大工を嘲笑したと伝わる。